# キアラ・ヴァレリオ

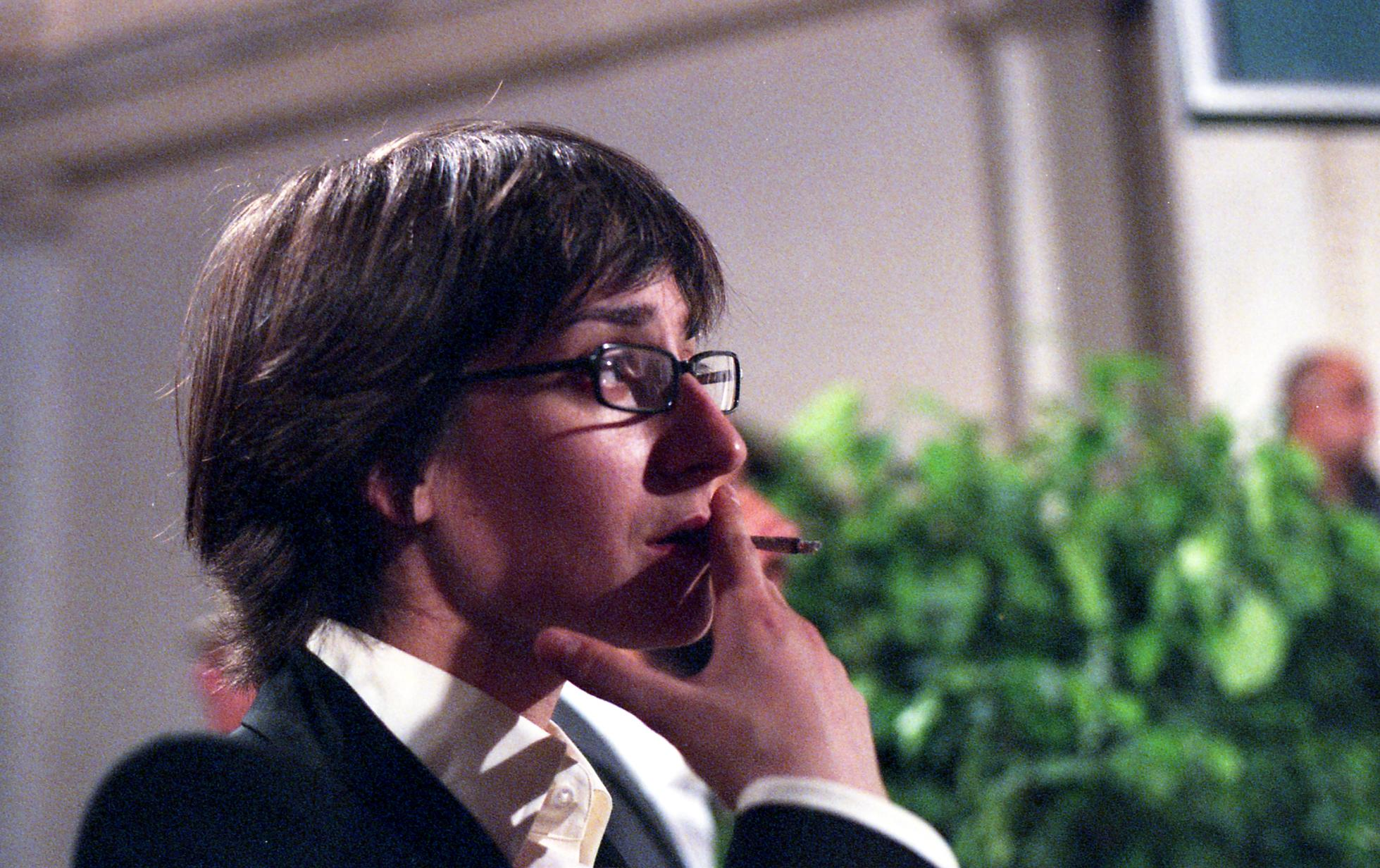
キアラ・ヴァレリオ

キアラ・ヴァレリオ（Chiara Valerio, 1978年3月3日 - )は、ラツィオ州スカウリ生まれのイタリアの作家、エッセイスト、翻訳家。

## 人物・作品
ナポリのフェデリコ二世大学で数学を専攻。
短篇集『物事を複雑にするのは』（2003年）で作家としてデビューしたのち、『ちょっと挨拶に立ち寄って』（2006年）、小説『みんな一人ぼっち』（2007年）、『私を慰めてくれる学校はない』（2009年）、『どうにか助かったというささやかな喜び』（2009年）などを刊行。2007年には、マントヴァ文学フェスティバルで最優秀若手作家に選ばれる。生命保険の売買を行う「ライフセトルメント」のブローカーの恋愛を描いた小説『前日の暦』（2014年）で《フィエゾレ・アンダー40賞》を受賞。数学者たちのエピソードを挿入した自伝的小説『数学の人間的歴史』（2016年）など、数学をテーマとした作品も多い。また、ヴァージニア・ウルフの翻訳でも知られる。
作家としての活動だけでなく、ラジオやテレビ番組の制作や、複数の出版社での編集など、多方面で才能を発揮する。ナンニ・モレッティ監督『母よ、』（2015年）、ジャンニ・アメリオ監督『ナポリの隣人』（2017年）といった映画作品のシナリオも執筆している。

短編「あなたとわたし、1緒の3時間」は、アンソロジー「どこか、安心できる場所で　新しいイタリアの文学」（国書刊行会, 2019年10月刊）　に所収されている。